# Ahmed Elkotb
Ahmed Elkotb (23 de julho de 1991) é um voleibolista profissional egípcio.

## Carreira
Ahmed Elkotb é membro da seleção egípcia de voleibol masculino. Em 2016, representou seu país no voleibol nos Jogos Olímpicos de Verão no Rio de Janeiro, que ficou em 9º lugar.